# Лайф-коучинг
Лайф-коучинг (англ. life — жизнь, образ жизни, и англ. coaching — инструктирование, наставничество, тренировка, занятия с репетитором) — система профессиональных взаимоотношений между специалистом (коучем) и клиентом, выражающаяся в поддержке и сопровождении клиента до получения им бытийного результата, соответствующего его запросу.
Несмотря на то, что коучинг как направление деятельности выделился из спорта и затем долгое время использовался в менеджменте, получив название бизнес-коучинг (англ. business coaching), существует и такая разновидность коучинга, как лайф-коучинг (англ. life coaching).
Создателем и основателем лайф-коучинга считается Томас Дж. Леонард (1955 - 2003).

## Задачи
Задача лайф-коучинга состоит в том, чтобы помочь человеку реализовать себя в какой-то важной для него сфере с применением тех скрытых ресурсов и потенциала, которые ранее им не использовались.
В лайф-коучинге важно обращение ко всей жизни клиента в целом для того, чтобы поддержать гармоничное сочетание разных жизненных сфер — то есть баланса между семьёй, работой, карьерой, друзьями, здоровьем, хобби и так далее.

## Особенности лайф-коучинга
Консультирование в стиле коучинг — это инструмент обучения посредством задавания вопросов и использования специальных техник, являющийся одним из подходов обучения действием. Однако данный метод будет работать только в том случае, если человек, обратившийся к коучу, готов брать на себя ответственность за полученный результат.
Коуч помогает клиенту поверить в себя и использовать все свои внутренние ресурсы, чтобы достигнуть новых высот и добиться желаемых результатов в различных сферах своей жизни.
В результате технология лайф-коучинга нацелена не на то, чтобы «научить человека какому-то одному навыку», а развить в клиенте «умение учиться» в процессе всей своей жизни, самому находя творческие решения и ответы на сложные жизненные ситуации, самостоятельно обращаясь к своим внутренним ресурсам и потенциалу для достижения наилучших результатов.

## История
Лайф-коучинг возник в начале 1980-х, когда Томас Дж. Леонард основал бизнес по помощи в планировании финансов. Он обнаружил, что его клиентам интересно обсуждать не только финансы, но и варианты развития их жизни. Поэтому он изменил направление своей практики на «планирование жизни». В 1992-м году он основал «Университет коучинга», а через два года — «Международную федерацию коучинга». В 2003 году эта федерация, по словам её директора, насчитывала 6000 членов, а общее количество коучей по всему миру было примерно вдвое больше.